# Mbhashe
Mbhashe (officieel Mbhashe Local Municipality) is een gemeente in het Zuid-Afrikaanse district Amatole.
Mbhashe ligt in de provincie Oost-Kaap en telt 254.909 inwoners.

## Hoofdplaatsen
Het nationaal instituut voor de statistiek, Stats SA, deelt sinds de census 2011 deze gemeente in in 653 zogenaamde hoofdplaatsen (main place):
Amanaleni • Apleni • Badi • Bakaneni • Bangani • Bashee • Bavuma • Bhawu • Bhayi • Bhetani A • Bhetani B • Bhijolo • Bhongweni • Bhunga • Bhuta • Bojeni • Bonkolo • Bophela • Botho • Bufumba • Bulungula • Bumbane • Bunene • Bunqaba • Busakwe • Caba • Camandashe • Camsha • Candu • Ceru • Chachazele • Chaphaza • Ciko A • Ciko B • Cinaka • Cizela • Colosa A • Colosa B • Colosa C • Cungweni • Cuntsula • Cwebe • Dabane • Dangazele • Dilayini • Dimbeni • Dingata • Dipini • Dityani • Dlova • Doti • Drayini • Dungashe • Dwesa • eBakaneni • eBelungwini • eDrayini A • eDrayini B • eGadini • eGotyibeni A • eGotyibeni B • eJojweni A • eJojweni B • eKrozweni • eLalini A • eLalini B • eLalini C • eLalini D • eLalini E • eLalini F • eLalini H • eLigwa • Elliotdale • eLuthuthu • eLuxomo • eMabheleni • eMagocweni • eMahliwane • eMahlubeni • eMamfeneni • eMampondweni A • eMampondweni B • eMangqosinini • eMangweni • Emantshilbeni • Emaqungwini • eMatolweni • eMaxhame • Emaxixibeni • eMazizini • Emdeni • eMgudlwane • eMlenzeni • eMndwaxa • eNdelane • eNdulini A • eNdulini B • eNgojini • eNgonyama • eNgxingweni • eNkolweni • eNkunkumeni • eNqileni • eNtilini A • eNtilini B • eNtilini C • eNtilini D • eNtshatshongo A • eNtshatshongo B • eNtshingeni • eNtshingeni A • eNtwashini B • eNyandeni • eQhokama • eQolweni • eRhwantsini A • eRhwantsini B • eSihlabeni A • eSihlabeni B • eSihlabeni C • eSihlanini • eSikolweni • eSingangeni • eThembeni • eTshingeni • eXeni • eZantsi • eZimfeneni • eZiqhorhana • eZithenjini • Falakahla • Fubesi • Fukula • Ginyintsimbi • Gobene • Gobisandla • Gogote • Gonco • Gotyibeni A • Gotyibeni B • Gqogqa • Gqola • Gqubeni • Gqunqe • Gqupu • Gshiphondo • Gubevu • Gungululu • Guxuxu • Gwadu • Hlakoti • Hobeni • iBende • iCumakala • Idutywa • iNcedana • iNgcingwane • iXeni • Jakadu • Jalamba • Jeleveni • Jujura • Jusaya • Kalalo Nobhula • Kasa A • Kasa B • Keti • Khanya • Khimqashe • Khulo Khamisa • Kohlo • Komkhulu A • Komkhulu B • Komkhulu C • Komkhulu D • Komkhulu E • Komkhulu F • Komkhulu H • Kotyana • Krafa • KuAmanzimnyama • KuBafazi • KuBangqo • Kubiyashe • KuCamandashe • KuCawe • KuChachazele • KuFolokhwe • KuFundakubi • KuGatyana • KuGilandoda • KuGroxo • KuGwelane • KuGxara • Kulobhonga • Kulobombo • Kulocheba • Kulodingata • KuLofumbata • KuLogabu • Kuloganya • Kulogaxa • KuLogqogqa A • KuLogqogqa B • KuLogqweta • Kuloguelane • Kulohetsha • Kulojika • KuLojingqi • KuLokamisa • Kulokhamiso • KuLolanga • KuLomali • KuLombete • Kulombola • Kulorada • Kulorhini • Kulovulandi • KuLozulu • KuLudondolo • KuMadakane A • KuMadakane B • KuMahasana • KuMandluntsha • KuManxiweni • KuMatokazi • KuMbanga A • KuMbanga B • KuMbelo • KuMbembesi • KuMbonda • KuMcuba • KuMjelo • KuMkhulu • KuMngcitha • KuMpame • Kundlumbini • KuNene • KuNgqungqumbe • KuNgwidli • KuNgxobongwana • KuNjemane • KuNocekedwa • KuNombete • KuNqayiya • KuNtingana • KuNtshwame • KuNxankzashe • KuQangqalala • KuQeqe • KuSilityiwa • KuSiphunzi • KuSunduza • KuTshwathi • KuVinindwa • KuXamu • KuXanase • KuXholo • KwaBango • KwaBanqo • KwaBawu • KwaBhala • KwaBomela • KwaBomvane • KwaCamemnango • KwaDingata • KwaFolokwe • KwaFundakubi • KwaGobene • KwaGoqo A • KwaGoqo B • KwaHadi • KwaHayi • KwaJadezweni • KwaKhawula A • KwaKhawula B • KwaLuvundu • KwaMadi • KwaMandluma • KwaMangweni • KwaMasentse • KwaMathanzima • Kwamdibaniso • KwaMfincane • KwaMgojo • KwaMhlati • KwaMhlote • KwaMlindeli • KwaMngxabakazi • KwaMnunu • KwaMrabi • KwaMtetha • KwaMvulo • KwaMyataze • KwaNdenga • KwaNditya A • KwaNditya B • KwaNdiya • KwaNdlambe • Kwanduna • KwaNganda • KwaNgculu • KwaNgezana • KwaNjamatafa • KwaNjana • KwaNkumba • KwaNokatana • KwaNongxeke • KwaNotyekeza • KwaNoxabani • KwaNtakamnyame • KwaNtxentse • KwaPewula • KwaRasi • KwaRonose • KwaSibonda • KwaSogula • KwaTenza A • KwaTenza B • KwaThembu • KwaTshezi • KwaTuwa • KwaVelelo • KwaXaso • KwaYaphi • KwaZibonda • KwaZihlehleni • KwaZulu • KwaZwelitsha • Kweleda • Kweleni • Kwelomthombe Kwamganu • Kwilini • Landlandla • Langeni • Laza • Lencane • Lencani • Lisizi • Lokishini • Lower Mbhangcolo • Lubangweni • Lubanzi • Lubomvini • Lucingweni • Lucwecwe Mdovi • Ludiza • Lukolweni • Lunyoti • Luphaphasi • Lurwayizo • Lututu A • Lututu B • Mabholobela • Madakeni • Madi • Madwaleni • Mafusini • Magebula • Mahlathini • Majola • Makambi • Makamiso Dinata • Makhakha • Makinana • Makobokeni • Makwayini • Malongwe • Mamfengwini • Mampingeni • Mampondweni • Manangeni • Manganyela • Mangathi • Mangqamra • Mangqileni • Mangweni • Mangweveni • Mantashe • Mantusini • Manzamnyama • Manzikanyi • Maqanyeni • Maqhunqu • Maqotongweni • Maqunde • Maseti • Mashaweni • Matati • Matolweni A • Matolweni B • Matolweni C • Matshaweni • Matshilibeni • Matunzini • Matyamini • Mavaleleni Shinira • Maxelegwini • Mayiji • Mazangweni • Mazizini • Mbamba • Mbanyana • Mbashe A • Mbashe B • Mbashe C • Mbelo • Mbenya • Mbethe • Mbewana • Mbhanyana • Mbhashe NU • Mbityana • Mbombozi • Mboya • Mbutye A • Mbutye B • Mcelwana Bhantizo • Mcelwane • Mcwasa • Mdeni • Mdibaniso • Mdikana • Mdizeni • Mdluntsha • Mdzonga • Melitafe • Memani • Mendu • Metshe • Mevana • Mfezane • Mgababa • Mgagasi • Mganu • Mgatshe • Mgojweni • Mgotwane • Mhlanga • Mhlanganisweni • Mhlohlozi • Mhlota • Mhuku • Mishini • Mkatazo • Mkatye • Mkhalalo • Mkhehle • Mkhukhwini • Mkuthukeni Xora • Mkwezeni • Mmangweni • Mnandi • Mncangalelo • Mncwabe • Mndundu • Mngazana • Mngwaneni • Mngwevu • Mnyolo • Mpakama • Mpama • Mpepeni • Mpindweni • Mpondo • Mpondomsi • Mpozolo • Mpozolo A • Mpozolo B • Mpozolo C • Mpuku • Mpume • Mqe • Mqinda • Mqonci • Mqotwane • Msele • Msendo • Msengeni • Msikiti • Mtantaneni • Mthlokwana • Mtokwane • Mtshekelweni • Mtshekelweni Lukrosweni • Mtyuba • Muncu • Mwana • Ncalukeni • Ncambezana • Ncihana • Ndaba • Ndabizondeka • Ndafina • Ndakana • Nditya • Ndothweni • Ndulini • Ndungunyeni • Ngadla • Ngaji • Ngcatelweni • Ngcay Echibi • Ngcizele • Ngcolosa • Ngekala • Ngete • Ngezana • Ngingqini • Nginza • Ngolela • Ngomana • Ngqakayi • Ngqangqaka • Ngqaqeni • Ngqatyana Phesheykwe • Ngqayiya Mkitswa Xora • Ngqotsini • Ngqungqumbe • Ngqungqumbe Hobeni • Ngquto • Ngqwangele • Ngubezulu • Ngwane • Ngwemnyama • Ngxabani • Ngxutyana • Njakazi • Njiveni A • Njiveni B • Nkalweni A • Nkalweni B • Nkanga • Nkanunu • Nkawukazi A • Nkawukazi B • Nkelekete • Nkolweni • Nkovalini • Nocwane • Noihana East • Nondobo • Nongoma • Nopoto • Nothanda • Nqabana • Nqabarama • Nqakanga • Nqeza • Nqgaqeni • Nqgutu • Nqileni • Ntengisani • Ntlabane A • Ntlabane B • Ntlabane C • Ntlangano • Ntlangula • Ntlanzini • Ntlekiseni • Ntlonyana • Ntotoviyane • Ntozane • Ntshangase • Ntshatshongo • Ntshinga • Ntshingeni • Ntshundutshe • Ntsimba • Ntsimbini • Ntsunguzini • Ntungu • Nxantsi • Nxaxu • Nxotwa • Nxutyana • Nyandeni • Nyoka • Nyokana • Nywara • Phatilizwe • Phephezela • Phesitlha • Phezulu • Qatywa • Qazini • Qelani • Qhingqala • Qokolweni • Qombe • Rafini • Sebeni • Sheshegu • Sholora • Shoshwana • Shukuma • Sidabakweni • Sidelwani • Sihlana • Sikhobeni • Singeni A • Singeni B • Siroshweni A • Siroshweni B • Siszini • Sitatwini • Sitishini • Sitywathi • Sizindeni • Solani • Somatika • Sompunzi • Sundwana A • Sundwana B • Tafeni • Talemofu • Taleni A • Taleni B • Tembeni • Thaleni • Thandela • Timani • Tizana • Tshali • Tsholora • Tshwati • Tubeni • Tunzini • Tyelekebende • uMangathi • Vutha • Wawa • Weza • Willow • Willowvale • Wolela • Xanxo • Xeni • Xhiba • Xholongada • Xobojiyane • Xora Gonglo • Xwangu • Xwili • Zigodlo • Zimbomvu • Zimbuku • Zimtshe • Zingcuka • Zitenjeni A • Zitenjeni B • Zithenyini • Zwelitsha.